# Журавлёв, Иван Фёдорович
Ива́н Фёдорович Журавлёв (1775—  1 (13) сентября 1842) — российский сенатор; тайный советник.

## Биография
Иван Журавлёв родился в 1775 году; происходил из разночинцев. В 1792 году он поступил в Московский университет. Шесть лет спустя Журавлёв определился на службу в Литовское губернское правление секретарем с чином коллежского регистратора.
В 1800 году он был назначен секретарем при Литовском гражданском губернаторе, а в 1804 году — столоначальником в департамент министерства юстиции. Но здесь он оставался недолго: через два года он был перемещен в Вильно губернским прокурором. В 1809 году И. Ф. Журавлёв был назначен письмоводителем к статс-секретарю Михаилу Михайловичу Сперанскому и тогда же — письмоводителем в комиссию составления законов. С 21 декабря 1810 года — коллежский советник.
С 11 мая 1812 года он стал помощником статс-секретаря Государственного Совета Российской империи по департаменту законов и вскоре был произведён в статские советники.
Во время Отечественной войны Иван Фёдорович Журавлёв находился в главной квартире императора и вместе с ней побывал и в Царстве Польском, и в Пруссии, Саксонии, Богемии и других немецких княжествах, и, наконец, в Швейцарии.
В 1815 году он был переведён начальником отделения судных и тяжебных дел в департамент государственных имуществ, а два года спустя — назначен сначала для письмоводства во временный департамент Государственного Совета, а затем директором департамента министерства юстиции. В 1817 году Журавлёву был пожалован чин действительного статского советника.
В 1824 году, с 14 июня, ему было повелено быть обер-прокурором 3-го отделения Пятого департамента Правительствующего Сената, а через год он был переведён в Первый департамент.
В 1826 году И. Ф. Журавлёв был назначен делопроизводителем верховного уголовного суда над декабристами.
За «долговременную и ревностную службу» в 1827 году Журавлёву была пожалована грамота на дворянское достоинство. В 1831 году ему было поручено временно управлять делами министерства юстиции и в том же году повелено присутствовать в Правительствующем Сенате. Тогда же он был произведён в тайные советники. Два года спустя Журавлёв был назначен заседать во временном присутствии, учреждённом для рассмотрения проектов откупных условий на содержание питейных сборов с 1835 года, а в следующем году — присутствовать в комитете для негласной поверки Свода законов.
В 1837 году он вновь был назначен в особое присутствие для рассмотрения проекта откупных условий — с 1839 по 1843 год, а в 1842 году — откупных условий с 1843 по 1847 год.
Неоднократно получал награды; 16 апреля 1841 года ему был пожалован орден Белого Орла.
Умер 1 (13) сентября 1842 года, состоя на службе. Похоронен на Волковском православном кладбище. С ним была похоронена его дочь, Любовь Ивановна Пейкер (1814—1895) — жена Николая Ивановича Пейкера.